# Joana María Escartín Bisbal
Joana María Escartín Bisbal (Palma de Mallorca, 1968-Palma de Mallorca, 30 de mayo de 2024) fue una historiadora española.

## Biografía
Nacida en Palma de Mallorca. Tras licenciarse en Historia en la Universidad de las Islas Baleares UIB (1992), se especializó en el estudio de la industrialización rural en Mallorca. En 1996 comenzó su carrera docente en la Universidad de las Islas Baleares. Completó su formación universitaria con el doctorado en Historia en la UIB (1999), dirigido por Carles Manera. Fue profesora titular de universidad, en el área del conocimiento de la Historia y las instituciones Económicas, adscrita al Departamento de Economía Aplicada (julio de 2001), hasta su retiro anticipado (2010), a causa de la esclerosis múltiple que padecía.
Sus líneas de trabajo se centraron en: el desarrollo económico, la mujer en el mercado de trabajo, los procesos de emigración, las condiciones de vida y la historia industrial de los siglos XIX y XX. Ha publicado numerosos artículos en revistas especializadas. Colaboró con la Gran Enciclopedia de Mallorca en temas de historia económica.
También fue profesora en la Universidad de Florencia y miembro del Consejo Editorial de la colección de libros Trabajos feministas. Dirigió tres proyectos de investigación del Programa Iniciativa Comunitaria Equal y fue coordinadora permanente del taller Mujer y economía de la Universidad de Verano Estudios de Género.
Obtuvo el Premio Ciudad de Palma de Investigación en 1992. Ha sido miembro del Consejo de Redacción de la revista Estudis d'Història Econòmica.
Cerró la lista del Partido Socialista de las Islas Baleares al Parlamento Balear en las elecciones autonómicas celebradas en España en mayo de 2023.
Muy activa en las redes sociales, dio visibilidad a la esclerosis múltiple, que padeció durante 35 años (1989-2024). Meses antes de su fallecimiento anunció que le habían diagnosticado un cáncer y fue describiendo las diferentes intervenciones y tratamientos por los que iba pasando. Falleció el 30 de mayo de 2024, Día Mundial de la Esclerosis Múltiple.

## Obras
Joana María Escartín publicó cuarenta trabajos. Entre las monografías publicadas, destacan:
- El procés d'industrialització a Esporles, 1830-1960. Esporles: Ajuntament d'Esporles, 1991.
- El sector de la madera y el mueble en Baleares. Palma: Gabinete Técnico de CC.OO, 1996.
- La dona a la Mallorca contemporània. Palma: Edicions Documenta Balear, 1997. Con Aina Serrano.
- La ciutat amuntegada: indústria del calçat, desenvolupament urbà i condicions de vida en la Palma contemporània, 1840-1940. Palma: Edicions Documenta Balear, 2001.
- El quefer ocult: el mercat de treball de la dona en la Mallorca contemporània, 1870-1940. Palma: Edicions Documenta Balear, 2001.